# Thomas Lee (Politiker, 1780)
Thomas Lee (* 28. November 1780 in Philadelphia, Pennsylvania; † 2. November 1855 in Port Elizabeth, New Jersey) war ein US-amerikanischer Politiker. Zwischen 1833 und 1837 vertrat er den Bundesstaat New Jersey im US-Repräsentantenhaus.

## Werdegang
Thomas Lee besuchte die öffentlichen Schulen in Chester Valley. Um das Jahr 1798 zog er nach Leesburg in New Jersey und 1805 nach Port Elizabeth. Danach arbeitete er im Handel und im Schiffsbau; außerdem wurde er Landbesitzer. In den Jahren 1813 bis 1815 war er als Berufungsrichter tätig. Gleichzeitig begann er eine politische Laufbahn. In den Jahren 1813 bis 1815 war er Abgeordneter in der New Jersey General Assembly. Von 1818 bis 1833 fungierte Lee als Posthalter in Port Elizabeth.
In den 1820er Jahren schloss er sich der Bewegung um Andrew Jackson an und wurde Mitglied der von diesem 1828 gegründeten Demokratischen Partei. Bei den Kongresswahlen des Jahres 1832 wurde Lee für den dritten Sitz von New Jersey in das US-Repräsentantenhaus in Washington, D.C. gewählt, wo er am 4. März die Nachfolge von James F. Randolph antrat. Nach einer Wiederwahl konnte er bis zum 3. März 1837 zwei Legislaturperioden im Kongress absolvieren. Dort wurde bereits seit dem Amtsantritt von Präsident Jackson im Jahr 1829 heftig über dessen Politik diskutiert. Dabei ging es um die umstrittene Durchsetzung des Indian Removal Act, den Konflikt mit dem Staat South Carolina, der in der Nullifikationskrise gipfelte, und die Bankenpolitik des Präsidenten. Seit 1835 war Thomas Lee Vorsitzender des Committee on Accounts.
Zwischen 1846 und 1849 amtierte er noch einmal als Posthalter in Port Elizabeth. Er war auch Gründer der dortigen öffentlichen Bücherei und der Port Elizabeth Academy.